# Paradise Lost (banda)
Paradise Lost é uma banda de doom metal inglesa formada em 1988, considerada uma das pioneiras do gênero death/doom, e considerada a principal influência para o gênero gothic metal posterior. No início da carreira, a banda fazia um som mais extremo, e junto a seus conterrâneos, Anathema e My Dying Bride. No fim da década de 1990, a banda abordou uma sonoridade mais comercial, adicionando elementos de rock eletrônico, o que ajudou a crescer a sua popularidade.
A formação da banda manteve-se estável por muitos anos, consistindo no vocalista Nick Holmes, nas guitarras Greg Mackintosh e Aaron Aedy, e no baixo Steve Edmondson. Holmes e Mackintosh são os principais compositores, com os créditos de quase todas as músicas do grupo creditados a eles. Desde a sua formação, houve apenas mudanças de bateristas, sendo o finlandês Waltteri Väyrynen o atual ocupante do posto.

## Biografia
Paradise Lost se formou em Halifax, na Inglaterra, em 1988. Assinaram com a gravadora Peaceville Records logo após a gravação de sua primeira demo, lançando seu primeiro álbum, Lost Paradise, em fevereiro de 1990. Este, apesar da produção minimalista e a música baseada muito genericamente no death metal, teve boa repercussão, vendendo bem e sendo bastante elogiado em reviews.
Em março de 1991 lançaram seu segundo álbum, Gothic. Pelo uso de passagens orquestradas, guitarras com afinação grave, vocais femininos tétricos ao fundo e solos negros, o Paradise Lost atingiu um som distinto, original.
Em 1992, a banda deixou a Peaceville Records e assinou um contrato de três anos com a Music For Nations, muito maior. Com Simon Efemey por novo produtor, entraram em estúdio para gravação de, segundo alguns, suas melhores 11 faixas. Em junho de 1992, Shades of God foi lançado. O álbum apresentava ótimos riffs, paradas acústicas e letras num nível jamais alcançado por suas gravações anteriores. Shades of God lançou-os cada vez mais para longe do death metal, numa categoria que não havia ainda maneira de definir.
Após uma turnê de grande sucesso, a banda voltou diretamente para a Longhome Studios, com a mesma fórmula de Simon Efemey e desenhos de Dave McKean. O resultado foi o EP As I Die, lançado em Outubro de 1992, o mais aclamado no Single of the Week da MTV europeia, onde alcançou alta rotatividade.
O quarto álbum, Icon, novamente com a produção de Simon Efemey, lançado em Junho de 1993, foi saudado como uma obra-prima do metal gótico e cimentou sua posição na cena metal corrente. Este trabalho também resultou no sepultamento definitivo da formação death metal da banda.
Outro EP na carreira da banda, Seals the Sense, foi a base dos shows da banda nos festivais do verão de 1994. Em meio a estes, a banda crescia a cada show, chegando a se apresentar para 70.000 fãs que gritavam no show Rock in the Ring, em Nuremberga, Alemanha. A banda continuou em grandes festivais por toda a Europa e terminou o verão com o lançamento de um vídeo em longa metragem com a Harmony Breaks, em Agosto.
No fim de 1994, o baterista Matt Archer saiu da banda para a entrada de Lee Morris. Sua saída foi justificada como "perda do interesse pela banda". Apesar da mudança na formação da banda, o novo baterista não teve grande impacto na gravação do álbum seguinte, Draconian Times, pois a maior parte das músicas já haviam sido escritas e inclusive gravadas.
Neste álbum (Draconian Times, lançado em 1995) a banda abandonou o Metal que a consagrou, deixando seus fãs decepcionados. Mas, angariou um outro tipo de público. O álbum é cheio de melodias, não tem ritmos pesados, mas contém letras inspiradas e vocais impecáveis.
O álbum seguinte, One Second (1997), causou certo alvoroço entre os fãs pela utilização de bateria eletrônica, ritmos inspirados no synthpop dos anos 1980 e menos guitarra. Mas a banda cuidou para que as belas melodias contidas neste trabalho e as músicas atraíssem e mantivessem os antigos fãs e, assim, conquistassem alguns novos.
O Paradise Lost parecia ter chegado ao seu auge e em 1999 apareceu com um álbum que surpreendeu os fans mais tradicionais: Host. A influência do som gótico/synthpop dos anos 1980 aumentou consideravelmente, sendo o disco muito semelhante ao som da banda Depeche Mode. Clima atmosférico e a praticamente ausência de guitarras predominam no disco, o que causou estranheza de boa parte dos fans, acusando-os de sell-out.
No ano de 2001 é lançado o álbum "Believe in Nothing" - um álbum que passou meio despercebido na mídia e também pelos fãs, pois após o controverso Host, a banda tinha perdido parte de seus fãs e fama. O álbum em si é uma tentativa de voltar a sonoridade do passado, como mais peso e guitarras nas músicas, mas a mixagem acabou não agradando a banda pela perda de peso no resultado final. Nessa turnê a banda chegou a tocar no festival Wacken open air, sem muito alarde por parte da mídia, inclusive alguns membros da banda ignoram esse álbum hoje em dia,  sendo ele um  "capítulo obscuro" na vitoriosa carreira da banda.
A banda chega ao ano de 2002 com o álbum "Symbol of Life" que é muito bem recebido pela critica especializada. Com o slogan "o verdadeiro sucessor de Draconian Times", a banda retorna com certo peso em suas composições, como na faixa "Self-Obssessed". Desse álbum também nascem clássicos como: "No Celebration" e o Single "Erased", mas também tivemos uma má noticia ao final da turnê: o baterista "Lee Morris", integrante desde os tempos de "Draconian Times", resolve sair da banda, deixando seu posto vago para a entrada de Jeff Singer (ex-Blaze).

## Integrantes
Formação atual

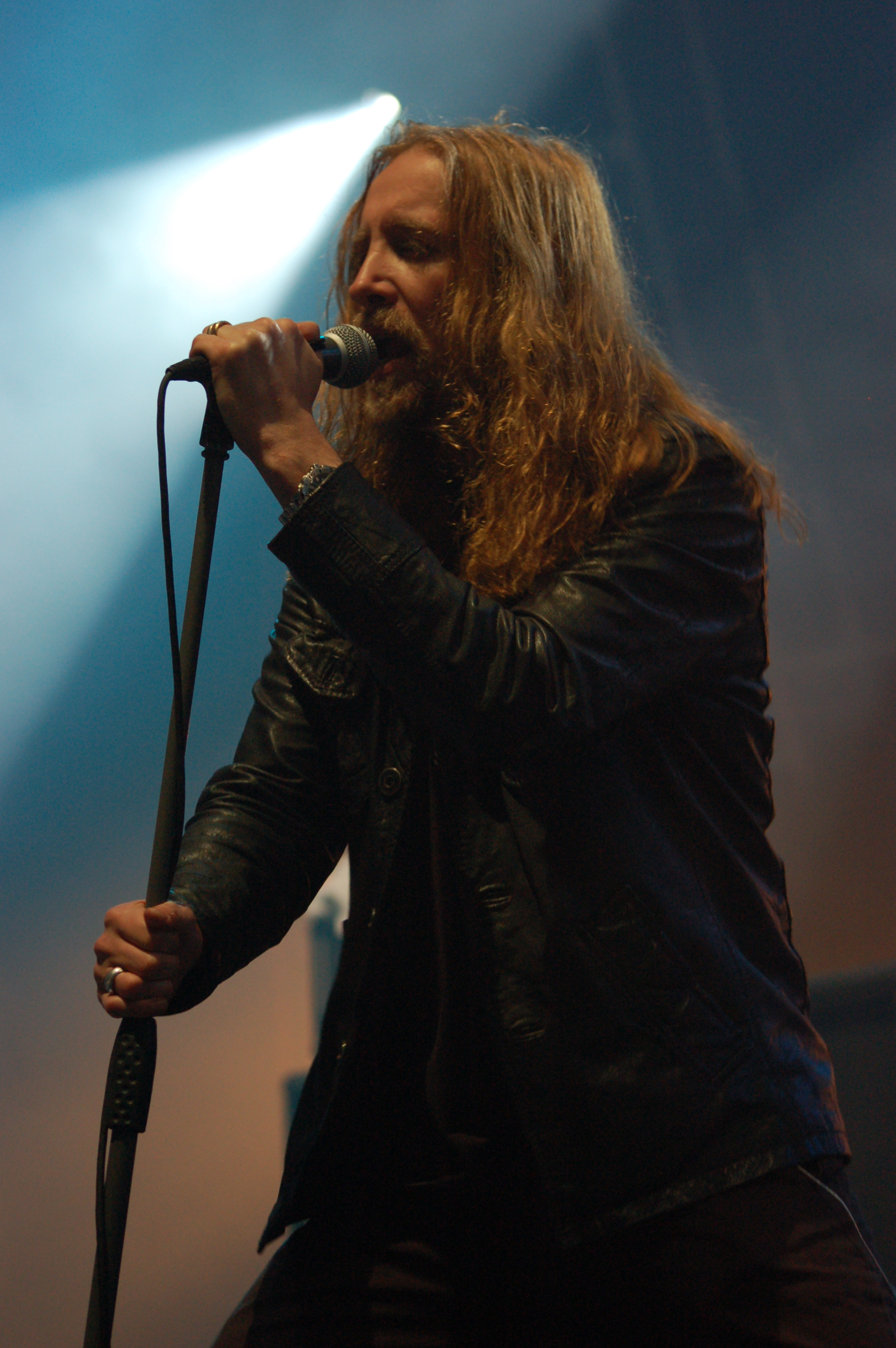
Nick Holmes durante show no Metalmania 2007

- Nick Holmes - Vocal (1988–presente)
- Gregor Mackintosh - Guitarra (1988–presente)
- Aaron Aedy - Guitarra (1988–presente)
- Steve Edmondson - Baixo (1988–presente)
- Jeff Singer - Bateria (2004–2008,2025–presente) - tocou em turnês em 2009, 2011, 2012, 2014

Membros antigos
- Matthew Archer - Bateria (1988–1994)
- Lee Morris - Bateria (1994–2004)
- Adrian Erlandsson - Bateria (2009–2016)
- Waltteri Väyrynen – Bateria (2016–2022)
- Guido Montanarini – Bateria (2022–2025)

Músicos temporários
- Milly Evans - guitarra em turnês (1999, 2009–2010), teclado  e backing vocals em turnês (2011)
- Mark Heron - bateria em turnês (2008)
- Peter Damin – bateria em estúdio (2009)

## Discografia
| - 1990 - Lost Paradise - 1991 - Gothic - 1992 - Shades of God - 1993 - Icon - 1995 - Draconian Times - 1997 - One Second - 1999 - Host - 2001 - Believe in Nothing - 2002 - Symbol of Life - 2005 - Paradise Lost - 2007 - In Requiem - 2009 - Faith Divides Us - Death Unites Us - 2012 - Tragic Idol - 2015 - The Plague Within - 2017 - Medusa - 2020 - Obsidian - 2023 - Icon 30 - 2025 - Ascension - 1993 - As I Die - 1994 - Seals the Sense - 1994 - Gothic EP - 1988 - Morbid Existence - 1988 - Paradise Lost - 1989 - Frozen Illusion - 1989 - Plains of Desolation - 2003 - At the BBC - 2008 - Anatomy of Melancholy - 2011 - Draconian Times MMXI - 2013 - Live at Roundhouse | - 1997 - The Singles Collection - 1998 - Reflection - 2009 - Drown in Darkness – The Early Demos - 2012 - Lost in Time - 2012 - Original Album Classics - 2013 - Tragic Illusion 25 (The Rarities) - 2014 - Original Album Collection - 1990 - "In Dub" - 1993 - "As I Die" - 1995 - "The Last Time" - 1995 - "Enchantment" - 1995 - "Forever Failure" - 1997 - "True Belief '97" - 1997 - "Soul Courageous" - 1997 - "Say Just Words" - 1998 - "One Second" - 1999 - "So Much is Lost" - 1999 - "Permanent Solution" - 2001 - "Sell it to the World" - 2001 - "Mouth" - 2001 - "Fader" - 2002 - "Isolate" - 2002 - "Erased" - 2003 - "Small Town Boy" - 2005 - "Forever After" - 2007 - "The Enemy" - 2012 - "Crucify" |

## Videografia
- 1990 - Live Death
- 1994 - Harmony Breaks
- 1999 - One Second Live
- 2002 - Evolve
- 2007 - Over the Madness
- 2008 - The Anatomy of Melancholy
- 2011 - Draconian Times MMXI